# Lothar Sieber
Pour les articles homonymes, voir Sieber.
Lothar Sieber, né le 7 avril 1922 à Dresde, Allemagne, et mort en service aérien commandé le 1er mars 1945 près de Stetten am kalten Markt, Allemagne, est un aviateur allemand de la Seconde Guerre mondiale. Il est renommé pour avoir été le pilote d'essai du Bachem Ba 349 "Natter", un intercepteur à décollage vertical propulsé par un moteur-fusée. Sieber fut tué lors du premier vol propulsé avec pilote, ce qui mit fin au programme.

## Biographie

### Jeunesse et formation
Lothar Sieber s'intéressait à l'aviation depuis son enfance ; à 14 ans il assiste à un meeting aérien organisé en 1936 dans sa ville natale de Dresde et serre la main de Hermann Göring qui vient d'être nommé ministre de l'Aviation du Reich. Cela décide de sa carrière : il veut être pilote dans la toute nouvelle Luftwaffe. Il s'engage quatre ans plus tard, dès qu'il a l'âge légal (18 ans), et se montre vite un pilote très doué. Il se spécialise dans le pilotage de bombardiers lourds, y compris des appareils capturés sur l'ennemi : Boeing B-17 Flying Fortress américains et Tupolev TB-3 soviétiques. Il est promu Leutnant (sous-lieutenant) et reçoit son premier commandement en 1942.

### Chute et rédemption
Sa brillante carrière prend fin brusquement en février 1943, quand il est surpris à boire de l'alcool alors qu'il est de service. Il est rétrogradé à simple pilote, et condamné à 4 mois de prison. Son père écrit à Hermann Göring pour demander la clémence, et sa peine est réduite à six semaines d'arrêts de rigueur, mais sa dégradation est maintenue.
Revenu en unité opérationnelle, Lothar Sieber est prêt à tout pour se racheter et retrouver son grade. En avril 1944 il participe aux essais de l'avion de transport Arado Ar 232, capable de décollages courts quel que soit l'état du terrain grâce à son train d'atterrissage révolutionnaire, composé de 10 petites roues sous le fuselage. Sieber mène notamment des essais de fusées d'aide au décollage. Il est tellement sûr de ses talents de pilote de multimoteur qu'il effectue un looping avec un Junkers Ju 52. Il est affecté en août 1944 au Kampfgeschwader 200 (KG 200), l'escadrille des "opérations spéciales". 
Il est remarqué par le Sturmbannführer SS Otto Skorzeny lorsqu'il se pose derrière les lignes ennemies avec un Arado Ar 232 pour sauver 23 de ses camarades du KG 200 encerclés par les Soviétiques en Ukraine. Sous le feu ennemi, Sieber parvient à redécoller et rejoint sa base en volant à très basse altitude. Cet exploit lui vaut une lettre de félicitations du commandant du KG 200, l'Oberst (colonel) Werner Baumbach, et il est décoré de la Croix de fer de 1ère classe. Après d'autres exploits lors de sorties très risquées, Otto Skorzeny le recommande pour une autre médaille, la Croix allemande (en allemand, Deutsches Kreuz) en or. Surtout, Skorzeny lui propose d'accomplir une mission pour la SS. S'il la réussit, il pourra non seulement récupérer son ancien grade mais être même promu Oberleutnant (lieutenant). Il s'agit de piloter le Bachem Ba 349, un programme ultra-secret soutenu par la SS.

### Pilote d'essai du Bachem

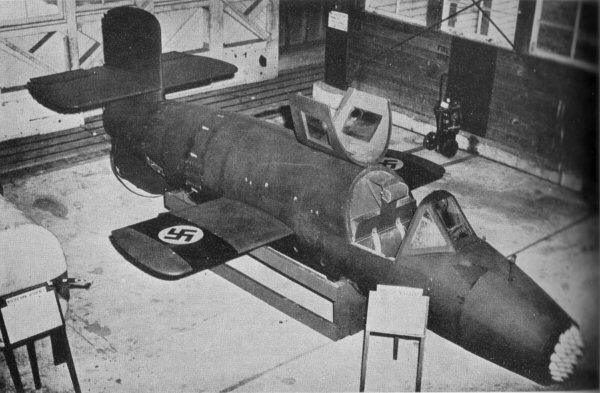
Un Bachem Ba349 capturé par les Britanniques et exposé à Londres, marques de nationalité rajoutées et non conformes

Lothar Sieber arrive le 22 décembre 1944 au site de tests de Heuberg près de Bad Waldsee, le jour du premier essai réussi de tir vertical d'un "Natter" sans pilote, le prototype M16. Sieber assiste également à l'essai réussi du prototype M22, le 24 février 1945 : après un tir vertical, un mannequin simulant le pilote revient au sol en parachute après la séparation automatique de la cabine de pilotage et du reste du fuselage contenant les moteurs-fusées et leur dangereux carburant.
Le premier vol vertical avec pilote a lieu le 1er mars 1945 avec le prototype M23. C'est le premier vol de Lothar Sieber sur le "Natter". Le décollage se déroule normalement, mais cinq secondes après l'allumage, la verrière se détache (elle est retrouvée intacte au sol), et Sieber perd le contrôle. L'appareil disparaît dans les nuages, déviant de sa trajectoire verticale théorique, et s'écrasa après une minute de vol. L'équipe de sauvetage trouva un cratère de 5 m de profondeur. On retrouva seulement la main et l'avant-bras gauche de Sieber, une partie de sa jambe gauche et un fragment de son crâne. L'équipe de Bachem supposa que Sieber avait subi une accélération si importante (au moins trois G) qu'il avait perdu connaissance et avait involontairement tiré le manche vers lui. Il n'a pas repris connaissance à temps pour évacuer l'avion. Après cet accident, le Bachem 349 fut doté d'un pilote automatique pour ne pas dévier de sa trajectoire durant la phase de lancement. Cependant il n'y eut plus de vols avec pilote à bord, seulement des lancements à partir d'une tour. Lothar Sieber fut enterré avec les honneurs militaires à Nusplingen et promu Oberleutnant à titre posthume. Il était fiancé à Gertrud Nauditt, âgée de 26 ans.